# Perda auditiva periférica
Em audiologia, perda auditiva periférica é um déficit auditivo de etiologia multifatorial que pode sofrer influência de fatores ambientais ou genéticos, que se manifesta em duas classificações principais, perda condutiva e perda neurosensorial, que tem como origem porções específicas do sistema audiorreceptor. Além disso, atualmente também adota-se a caracterização para a perda auditiva mista, perda auditiva funcional e por deficiência auditiva central.

## Sistema audiorreceptor

Imagem ilustrativa da anatomia do sistema vestibulococlear com a divisão em: ouvido externo, médio e interno

O sistema audiorreceptor é composto pelo aparelho auditivo ou órgão vestibulococlear, e tem a função de inferir sobre a percepção aditiva e, também, sobre o equilíbrio estático-dinâmico do corpo. O órgão vestibulococlear consiste em:
- Ouvido externo (entrada das ondas sonoras);
- Ouvido médio (transformação das ondas sonoras em vibrações mecânicas);
- Ouvido interno (estimulação de receptores que realizam a transdução das ondas mecânicas em impulsos nervosos, que são transmitidos ao sistema nervoso central por meio do nervo vestibulococlear).[5]

### Ouvido externo
O ouvido externo compreende o pavilhão auditivo, meato acústico externo e termina na membrana timpânica. Cabe ao pavilhão auditivo auxiliar na captação sonora, apresenta forma irregular composta por cartilagem e uma fina camada de tecido epitelial.

### Ouvido médio
Na sequência temos o ouvido médio, que se encontra inserido no osso temporal e forma a cavidade timpânica (da membrana timpânica até a cóclea). Em sua porção anterior, o ouvido médio se comunica com a laringe por meio da tuba auditiva, e posteriormente com o processo mastoide do osso temporal. A cavidade medial do ouvido médio, ou cavidade timpânica, abriga a cadeia óssea formada por martelo, bigorna e estribo. O sistema ósseo possibilita a transformação, transmissão e amplificação das ondas sensoras na forma de energia mecânica, que segue para cóclea por meio da inserção do estribo na janela oval.

### Ouvido Interno

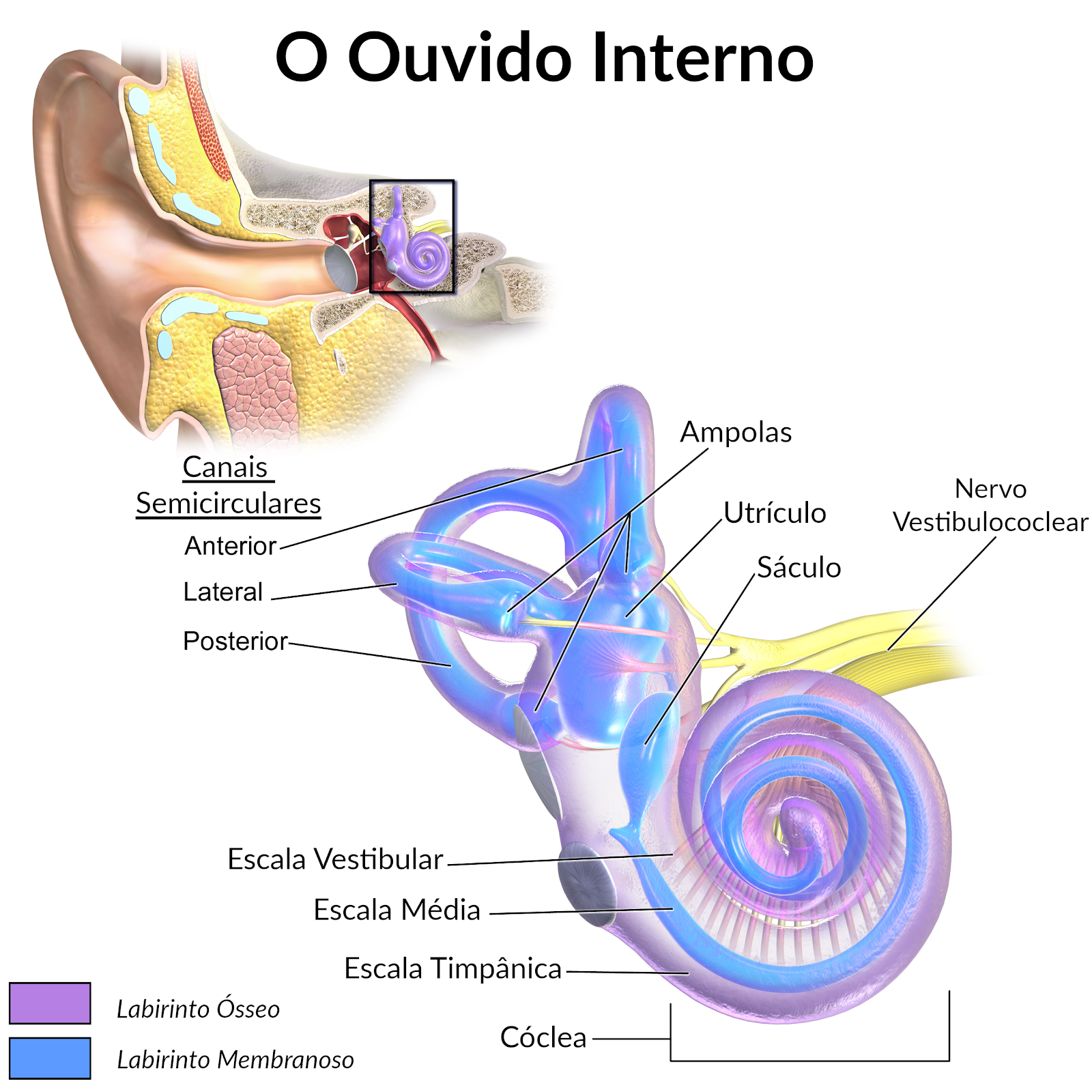
Ouvido interno

O ouvido interno, também referido por labirinto, é uma estrutura localizada na porção pétrea do osso temporal. A estrutura interna do ouvido interno é dividida em duas parte: labirinto ósseo e labirinto membranoso. Na primeira estrutura, labirinto ósseo, encontram-se canais membranosos que preenchem parcialmente a cavidade óssea, o espaço restante origina um conjunto de canais e bolsas que formam o labirinto membranoso. Dessa forma, apresenta-se um espaço entre o labirinto membranoso e o labirinto ósseo que é preenchido por um fluido chamado perilinfa. Enquanto, a porção interior do labirinto membranoso é preenchida por um outro fluido, a endolinfa. O labirinto ósseo é constituído por três porções: escala vestibular, escala média e escala timpânica. Na escala média temos a estrutura responsável pela transdução das ondas mecânicas, o órgão de Corti. As ondas mecânicas são transmitidas pela perilinfa e repassadas, por meio da escala média, para endolinfa na membrana vestibular.

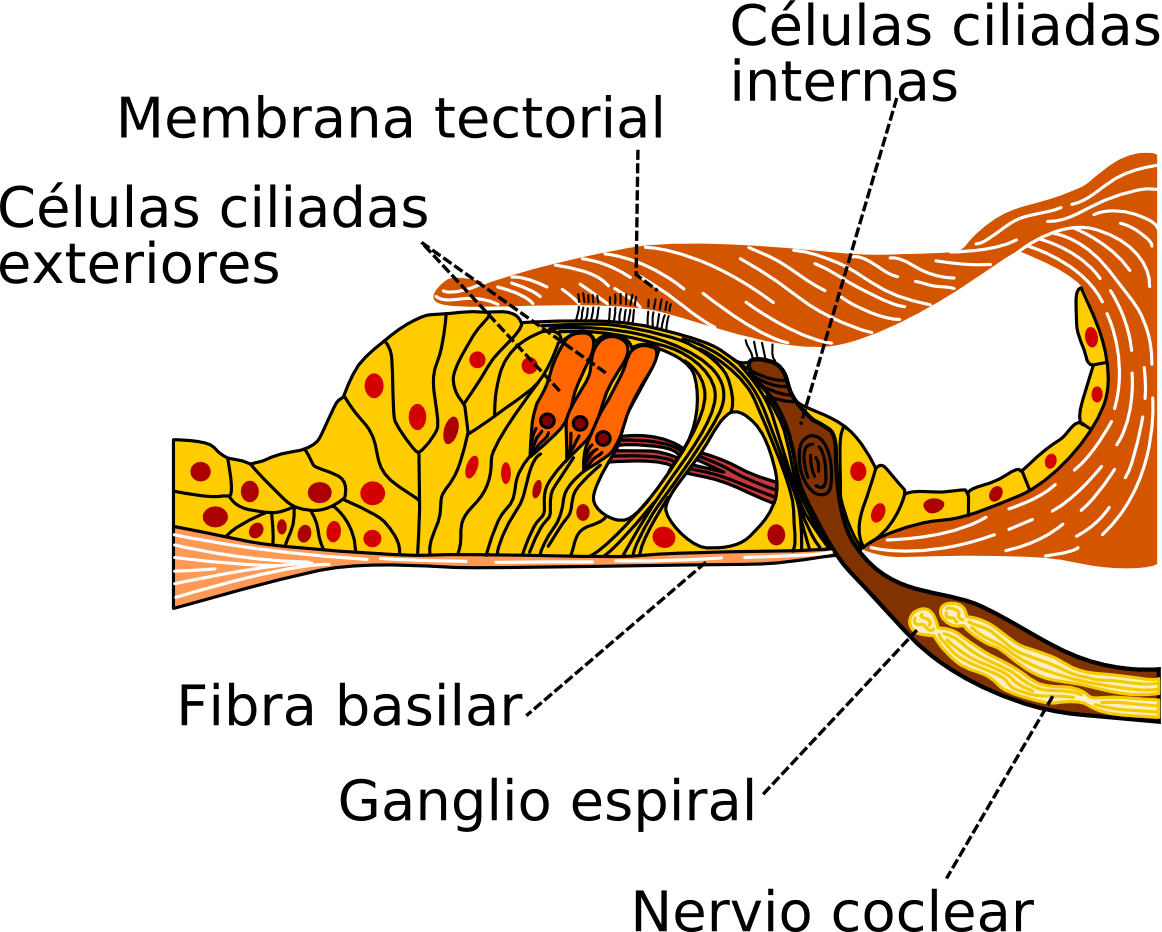
Órgão de Corti

#### Órgão de Corti
Sobre a lâmina espiral e membrana óssea está disposto o órgão de Corti, uma estrutura complexa formada por células de sustentação que suportam às células sensoriais ciliadas, que são dotadas da capacidade de transformar a energia acústica em impulsos elétricos. As células sensoriais possuem em seu ápice cílios que contatam com a membrana tectorial, a partir desse contato, de maneira simplificada, temos a produção do impulso nervoso. Na sequência, o impulso nervoso segue por meio do nervo vestibulococlear até o sistema nervoso central.

## Etiologia
A perda auditiva periférica pode ter várias origens, mas destacam-se algumas possibilidades, como o trauma acústico, que leva a degeneração das fibras do nervo vestibulococlear. Outras possibilidades são a perda de células ciliadas internas (CCI), caracterizando uma perda secundária, ou por danos nas sinapses das CCI, configurando uma perda primária. Ainda se destaca a neuropatia auditiva como causa para perda auditiva periférica, apresentando um forte componente genético, na forma de um distúrbio do processamento temporal auditivo.

## Classificação da perda auditiva
A perda auditiva, resumidamente, pode ser classificada em tipo e grau, servindo para definição do diagnóstico clínico.

### Tipo da perda auditiva
A classificação do tipo da perda auditiva serve para identificação topográfica da alteração, como pela descrição de Silman e Silverman (1997), que define a perda auditiva como: condutiva, neurossensorial (sensorioneural) e mista.

### Grau da perda auditiva
Para a classificação da perda auditiva quanto ao grau, comumente usa-se de referência os valores dos limiares auditivos para as frequências de 500, 1.000 e 2.000 Hz, que são obtidos por meio do exame de audiometria tonal. Como exemplo temos os quadros organizados por Lloyd e Kaplan (1978) e Davis (1970,1978).

## Perda condutiva
A partir do conhecimento anatômico e fisiológico do sistema audiorreceptor, especificamente das estruturas relativas à orelha externa e média, torna-se possível a compreensão das alterações no processo da transmissão sonora, que resultam em agravos à audição na forma das perdas auditivas condutivas. Abaixo seguem os principais tipos de perda auditiva condutiva.

### Distúrbios do pavilhão auricular e meato
A ocorrência de patologias na orelha externa pode ocasionar perda auditiva em função da obstrução mecânica à condução do som. Dessa forma, temos como principais etiologias para os distúrbios do pavilhão auricular e meato: processos inflamatórios, alterações congênitas, que podem evoluir à malformações do pavilhão auricular, e atresia ou agenesia do meato acústico externo (MEA), que promovem o impedimento da chegada de ondas sonoras à orelha média. Cabe destaque ainda às malformações do primeiro arco sulco branquial, que resultam na formação atípica do pavilhão auricular.

### Malformações congênitas da orelha
As malformações congênitas da orelha podem ser classificas em três grupos.
- Anomalias menores: presença de canal auditivo externo estreito, mas permeável, com possibilidade de a cadeia ossicular estar fixa (tipo menos comum de malformação).
- Anomalias maiores: o pavilhão auricular apresenta malformações evidentes e o meato acústico externo é ausente; presença de anormalidade variadas da orelha média.
- Anomalias na pneumatização: malformação na pneumatização do osso temporal e da orelha interna.

### Doenças adquiridas da orelha externa
Quanto às doenças adquiridas da orelha externa, destacam-se as otites externas que levam a perda auditiva pela ocorrência de edemas do meato acústico. Além disso, existem outras possibilidades como:
- Corpos estranhos do meato acústico externo[18]  (podem ser inertes ou vivos, chegando ao meato acústico de forma voluntária ou involuntária);
- Traumas e ferimentos do pavilhão e meato acústico[15]  (ocorre por edema e ou lacerações);
- Otoematoma[15]  (trauma espontâneo em portadores de discrasias sanguíneas);
- Queimaduras[19] (pode levar a estenose, lesão da membrana timpânica ou infecção secundária);
- Pericondrite[20] (infecção localizada na cartilagem da orelha externa);
- Tampões de cerume ou epidérmicos[15] (compostos por restos epiteliais queratinizados, aderidos às paredes do MAE);
- Colesteatoma de MAE[21] (otorreia e erosão óssea do MAE);
- Dermatites[19] (formação de prurido, hiperemia, edema, vesículas e exsudatos, reduzindo a luz do MAE);
- Otomicose[19] (comprometimento do MAE e da membrana timpânica por fungos (Aspergillus e Candida);
- Tuberculose e Leishmaniose[22] (lesões granulomatosas que podem comprometer o MAE e orelha média);
- Otite externa difusa aguda[23] (compromete os folículos pilosos e sebáceos do terço externo da orelha externa, sendo causada por estafilococos);
- Otite externa granulosa[23] (inflamação do terço interno do MAE, caracterizado por tecido de granulação na pele);
- Otite externa maligna[23] (doença infecciosa grave causada pela Pseudomonas aeruginosae, uma doença necrosante do MAE);
- Estenose adquirida do MAE[20] (com origem idiopática ou secundária a um trauma, é uma inflamação crônica associada a estenose térmica ou pós-operatória do MAE);
- Exostose do MAE[20] (a hiperplasia do periósteo na porção óssea do MAE).

### Otite média aguda (OMA)
A OMA (otite média aguda) é uma inflamação da orelha média, que pode ser classificada em viral, bacteriana com ou sem supuração e necrosante. O curso da OMA pode ser marcado por febre, mal-estar geral e irritabilidade, hipoacusia e desequilíbrio, queda do estado geral, cefaléia e otorréia. Os principais agentes causadores da OMA são: Streptococcus pneumoniae, Haemophilus influenzae, Moraxella catarrhalis, Streptococcus pyogenes e Staphilococcus aureus. A OMA apresenta alta prevalência com incidência centrada em indivíduos entre 6 e 24 meses e entre os 4 e 7 anos.

### Otite média crônica (OMC)
A OMC (otite média crônica) se caracteriza por um processo inflamatório da orelha média associado a alterações teciduais irreversíveis, podendo ser classificada em não-específicas (não colesteatomatosa, colesteatomatosa e OMC silenciosa) e específicas (tuberculosa, actinomicótica, luética entre outras).

### Interrupção ossicular
A interrupção da cadeia ossicular com a membrana tímpanica intacta leva a uma perda na transimissão aéreo-ósseo de 50 a 60 dB. Em função da interrupção da trasmissão das ondas mecânicas por meio da cadeia, não há ocorrência da passagem das ondas mecânicas através da janela oval para a perilinfa.

### Ausência da membrana timpânica, martelo e bigorna
No caso de ausência da membrana timpância, martelo e bigorna, a transmissão aéreo-ósseo residual pode ser explicado pelo acoplamento acústico remanescente, entre o estribo e a janela oval. O nível de audição resultante é de aproximadamente 10 a 20 dB maior em comparação à indíviduos com audição típica. Enquanto que a perda auditiva é de 40 a 50 dB, diferenças semelhantes também podem ser evidenciadas no caso de perfuração da membrana tímpanica em conjunto com a ruptura ossicular.

### Otosclerose
A otosclerose é uma doença que afeta o labirinto ósseo na forma de uma perda auditiva condutiva progressiva, ou mesmo caracterizada como uma perda auditiva de tipo misto. Comumente, a perda auditava por otosclerose ocorre geralmente entre os 15 e os 40 anos. A otoesclerose é caracterizada pela fixção do estribo, que ocasiona a diminuição ou inibição da transmissão mecânico junto a janela oval, levando a uma perda auditiva condutiva entre 5 e 50 dB, iniciando pelas frequências baixas. Já a perda auditiva relacionada à fixação do martelo é da ordem de 15 a 25 dB, logo menor que a observada com a fixação do estribo.

### Colapso da membrana tímpanica (atelectasia)
Por definição, a atelectaia é o conceito relacionado ao colapso de determinado tecido, notadamente do pulmão, atelectasia pulmonar. Já no caso do colapso da membrana tímpanica, o termo atelectasia refere-se a invaginação ou, propriamente, ao colapso da membrana tímpanica, ocorrendo sem perfuração e com a cadeia ossícular intacta. O resultado dessa situação clínica é uma perda auditiva condutiva que pode variar de 6 a 50 dB. Dessa forma, qualquer redução no mecanismo ossícular seria resultado da anormalidade da membrna tímpanica.

### Perfurações da membrana tímpanica
As perdas auditivas  associadas às perfurações da membrana tímpanica podem variar de 0 a 40 dB, geralmente sendo maiores para frequências baixas (<1–2 kHz). As perfurações podem causar perda auditiva condutiva por uma combinação de dois mecanismos. Em primeiro lugar, pela redução na transmissão ossicular, que tende a ser proporcional ao tamanho da perfuração. Em segundo lugar, em função da equiparação da pressão do ouvido médio com a pressão do canal auditivo, que aumenta em baixas frequências, assim, afetando  também a trasmissão das ondas mecânicas.

## Perda neurossensorial
A perda neurossensorial tem como etiologia ntebasta frequente a exposição ao ruído, tanto traumático quanto resultante do acúmulo de uma exposição prolongada ao longo da vida, mesmo com menores intensidades. Assim, a perda neurossensorial pode ser caracterizada por alterações no nervo vestíbulococlear ou nas estruturas neurológicas resposáveis pelo processamento auditivo, podendo até mesmo estar associadas.

### Perda auditiva congênita
A perda auditiva congênita é definida como a perda auditiva presente no nascimento, sendo subdividida em genética e não genética. Entre as etiologias da perda autiva neurossensorial temos: displasias do labirinto membranoso, aplasia e displasia coclear ou vestibular, aqueduto vestibular aumentado, atresia, estenose e fístula perilinfática. Enquanto que as anomalias genéticassão são a causa de aproximadamente metade dos casos de perda auditiva congênita, principalmente em associação à quadros genéticos, como: herança autossômica recessiva,  herança autossômica dominante e herança ligada ao cromossomo X. Além disso, cerca de 30% das formas hereditárias de perda auditiva são sindrômicas, a parcela restante é considerada como não sindrômica.

### Presbiacusia
A presbiacusia é a perda audtiva de ordem neurossensorial decorrente do processo de envelhecimento, em função da degeneração das estruturas cocleares e das vias auditivas centrais. A presbiacusia apresenta manisfetação gradual, bilateralmente e de maneira simétrica, afetando inicialmente a percepção de sons de altas frequência, evoluindo para frequências menores.

## Perda auditiva mista
A perda auditiva mista caracteriza-se por apresentar elementos da perda auditiva condutiva e neurossensorial, dependendo do predomínio do fator de condução ou da gravidade da lesão sensorial, evidencia-se de forma diferente. Além disso, podem representar um estágio evolutivo avançado de certas lesões condutivas (e.g. otospongiose), quando essas lesões comprometem as espiras basais da cóclea.

## Perda auditiva funcional
No caso da perda auditiva funcional, também denominada de pseudo-hipoacusia, o indivíduo não apresenta lesões orgânicas no sistema audiorreceptor, seja periférico ou central. A dificuldade de entender a audição pode ser de fundo emocional ou psíquico, podendo sobrepor-se a alguma lesão auditiva prévia, apresentando pioras bruscas do quadro clínico e de difícil determinação.

## Deficiência auditiva central
É relativamente rara, não sendo ainda bem conceituada e definida, caracterizando-se por pacientes, embora supostamente com audição normal, com dificuldade de entender o que lhes é dito. Quanto mais complexa a mensagem sonora, maior dificuldade o indivíduo apresentará, estando quase sempre outros distúrbios neurológicos mais sérios que predominam no quadro clínico geral.